# Seven Chances
Seven Chanches (Br: Sete Oportunidades; Prt: Sete Hipóteses) é um filme mudo de comédia de 1925 dirigido e estrelado pelo actor Buster Keaton baseado na peça de Roi Cooper Megrue de 1916. O elenco principal é formado por T. Roy Barners, Snitz Edwards, Ruth Dwyer e Jean Arthur, esta última se tornaria uma grande estrela, mas não foi creditada no filme. As primeira cenas do filme foram filmadas em technicolor.

## Enredo
Jimmy Shannon (Buster Keaton) é um sócio da corretora Meekin e Shannon que está à beira da falência, e o processo pode resultar em prisão para Jimmy e se sócio. Um dia um advogado (Snitz Edwards) aparece em seu escritório, mas ambos equivocadamente  pensaram que este estava trazendo consigo alguma ordem judicial, assim o evitando de todas as maneiras; ao fim de tudo eles descobrem que na verdade ele trazia um testamento do avô de Jimmy, e nele dizia que o mesmo receberia sete milhões de dólares, porém ele teria de casar-se até as 19h do seu aniversário de 27 anos (ou seja ele tem apenas um dia); ele então vai à casa de Mary Jones (Ruth Dwyer); o amor de sua vida; mas ao falar da herança ela renega-o, assim ele volta e junto de seu sócio e do advogado procuram a sorte em sete mulheres diferentes, vãmente. Seu sócio então põe a história nos jornais e combina com Shannon que ele encontraria a futura esposa na igreja, mas como é de se prevê logo enche-se a igreja, a rua, o quarteirão de mulheres, o  pároco (Erwin Conelly) da igreja então desmente a história e as mulheres ficam furiosas, fugindo ele encontra o empregado de Mary (pois ela havia se arrependido) que lhe informa da mudança de Mary, mas agora Jimmy fará uma cômica fuga pela cidade que só acabará numa infame avalanche de pedras; por fim ele chega, e casa-se com Mary no exapto momento em que o relógio bate 19h.

## Elenco
- Buster Keaton - Jimmie Shannon
- T. Roy Barners - Sócio de Jimmie (William Meekin[3])
- Snitz Edwards - advogado
- Ruth Dwyer - Mary Jones
- Jean Artur - Recepcionista

## Produção
A peça Seven Chances teve seus direitos autorais direitos autorais comprados por Joseph Schenck, sendo um enorme sucesso na Broadway, Schenck pagou 25.000 para Jonh McDermott, promentendo fazer um filme sobre a peça, assim fez com que Keaton, que detestava a peça, o fizesse, e como devia dinheiro a Joseph, fez o filme para sua dívida quitar. Buster mais tardiamente afirmaria ser este o filme de que menos gostava . No final do filme Buster acabou acidentalmente acertando algumas pedras, e estas sairiam rolando em sua direção; na pré-estréia do filme ele percebeu o que isto causara mais gargalhadas nas pessoas, então a cena foi refeita com 500 bolas de papel-machê.